# Семёнов, Владимир Григорьевич
Владимир Григорьевич Семёнов (1857—1908) — генерал-майор, герой Порт-Артурской обороны.
Родился 1 июля 1857 года. Образование получил в Реформатском училище, в военную службу вступил 1 сентября 1875 года. Затем прошёл курс наук во 2-м военном Константиновском училище, из которого выпущен 22 мая 1877 года подпоручиком в 4-й сапёрный батальон.
В 1877—1878 годах принимал участие в русско-турецкой войне, 22 апреля 1878 года за отличие был переведён прапорщиком в лейб-гвардии Сапёрный батальон и в том же году награждён орденом св. Анны 4-й степени. В следующем году за отличия против турок был награждён орденами св. Станислава 3-й степени с мечами и бантом и св. Анны 3-й степени с мечами и бантом.
30 августа 1884 года Семёнов получил чин подпоручика и 24 марта 1885 года — поручика. Произведённый 30 августа 1889 года в штабс-капитаны, Семёнов в течение 9 месяцев был помощником полицмейстера Санкт-Петербургского Михайловского театра, затем год занимал должность батальонного адъютанта, и наконец в течение десяти лет командовал ротой. За это время он был награждён орденами св. Станислава 2-й степени (в 1890 году) и св. Анны 2-й степени (в 1894 году) и 6 декабря 1895 года был произведён в капитаны. Далее, 6 декабря 1899 года Семёнов получил чин полковника.
2 октября 1903 года Семёнов был назначен состоять в распоряжении наместника на Дальнем Востоке, но уже 30 октября получил в командование 26-й Восточно-Сибирский полк.
Во главе этого полка он принимал участие в русско-японской войне. Находился в составе гарнизона Порт-Артура. За отличия при обороне города он в 1904 году был назначен флигель-адъютантом, награждён золотым оружием с надписью «За храбрость» (24 октября) и орденом св. Владимира 3-й степени с мечами. 7 ноября 1904 года он был произведён в генерал-майоры с зачислением в Свиту Его Величества и оставлением в должности командира полка. 13 февраля 1905 года Семёнов был награждён орденом св. Георгия 4-й степени
За то, что во время 2-х-дневного боя 20-го и 21-го июня 1904 года под Порт-Артуром, благодаря мужеству и проявленной инициативе, отряд овладел передовыми позициями, чем отдалил начало осады крепости.
В этом бою он был ранен.
15 октября 1905 года Семёнов был назначен командиром 1-й бригады 7-й Восточно-Сибирской стрелковой дивизии, с 6 июля 1906 года состоял без должности по армейской пехоте, и наконец 14 декабря 1907 года назначен начальником 6-й Туркестанской стрелковой бригады.
Скончался летом 1908 года.
9 сентября 1908 исключён из списков умершим.